# محمد الخضر
محمد خضر هو سباح سوداني متخصص في السباحة الحرة ولد في من 22 فبراير 1988 في عطبرة، السودان شارك في الحدث 50 متر في دورة الألعاب الاولمبية الصيفية عام 2012.

## روابط خارجية
- محمد الخضر على موقع الاتحاد الدولي للسباحة (الإنجليزية)
- محمد الخضر على موقع أوليمبيديا (الإنجليزية)